# Ken Bevel
Kenneth Bevel (Jacksonville, 24 de novembro de 1968) é um ex-oficial do Corpo de Fuzileiros Navais dos Estados Unidos, pastor e ator norte-americano. Ele co-estrelou os filmes À Prova de Fogo (2008) e Corajosos (2011). Atualmente, atua como pastor de Conexões e Missões Locais na Igreja Batista de Sherwood, em Albany, Geórgia.  
Em À Prova de Fogo, Bevel interpretou o bombeiro Michael Simmons, e em Corajosos, deu vida ao policial Nathan Hayes.  

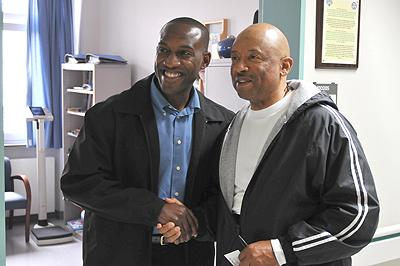
Ken Bevel (esquerda) no Landstuhl Regional Medical Center, 2009

## Filmografia
- À Prova de Fogo (2008) – Michael Simmons
- Corajosos (2011) – Nathan Hayes
- The Forge (2024) – James

## Links externos
- Ken Bevel. no IMDb.
- Programa de História Negra realizado em escola de Lee no WALB
- Igreja Batista de Sherwood